# Améinoclès
Sauf précision contraire, les dates de cet article sont sous-entendues « avant l'ère commune » (AEC), c'est-à-dire « avant Jésus-Christ ».
Améinoclès est un architecte naval de l'antiquité grecque originaire de Corinthe. Il est connu d'après la tradition pour avoir été le premier Grec à avoir construit vers 704 av. J.-C. des trières, un type de galère qui deviendra le principal vaisseau de combat aux Ve siècle et IVe siècle.
Le seul auteur antique qui fasse référence à Améinoclès est Thucydide et ceci dans un seul passage : 
« On voit aussi que le constructeur corinthien Améinoclès fabriqua quatre navires pour les Samiens : c'est, autant qu'on puisse dire, trois cents ans avant la fin de notre guerre qu'Améinoclès alla à Samos. » (Histoire de la guerre du Péloponnèse, I, 13, 3)
On ne sait si le personnage a réellement existé et Thucydide prend d'ailleurs soin, dans toute son œuvre, de distinguer ce qu'il tient de la tradition des faits avérés au travers d'expressions comme « c'est, autant qu'on puisse dire ... » ou encore « Les Corinthiens furent, dit-on, ... ». L'exactitude de la date est elle-même à mettre en doute car ce n'est qu'en 526 ou 525 que l'utilisation au combat de la trière est avérée par Polycrate de Samos qui venait de remplacer ses pentécontères, un type ancien de navire et qui sont les seuls à équiper la flotte de ce tyran dans les premières années qui suivent sa prise de pouvoir. Il est peu probable que la trière qui a constitué une révolution dans la marine grecque à cause de son efficacité ait mis près de 200 ans pour voir son utilisation se généraliser. On peut donc raisonnablement mettre en doute l'existence réelle de cet architecte, au moins à la date avancée par Thucydide.
Même si Améinoclès est un personnage fictif, le fait de le faire naître à Corinthe nous permet de confirmer le rayonnement de cette cité et de sa flotte sur la mer Méditerranée durant cette époque, ceci bien avant Athènes.

## Sources
- Hérodote, Histoires [détail des éditions] [lire en ligne] ;
- Thucydide, La Guerre du Péloponnèse [détail des éditions] [lire en ligne].